# Elkridge, Maryland
Elkridge är en census-designated place i Howard County, Maryland. Enligt 2010 års folkräkning var befolkningen 15 593.

## 2010 folkräkning
Enligt folkräkningen 2010 bodde det 15 593 personer på orten, fördelat på 5 734 hushåll och 3 952 familjer.
Av de 3 952 hushållen hade 56,8 procent hemmaboende barn under 18 år. 47,1 procent var sammanboende gifta par. 14 procent var kvinnliga singelhushåll, 22,8 procent manliga. Den genomsnittsliga hushållsstorleken var 2,72 personer och den genomsnittsliga familjestorleken 3,24 personer. 
Ortens medianålder var 32,5 år. 27,4 procent av invånarna var under 18 år, 8,3 procent 18 till 24 år, 36,6 procent 25 till 44, 23 procent 45 till 64, medan 6,1 procent var 65 år eller äldre. Könsfördelningen var 49 procent män och 51 procent kvinnor.

## Representation iUSA:s kongress
Elkridge representeras av tre kongressdistrikt. Kongressdistriktsnumren är 2, 3 och 7.

## Kända personer från Elkridge
- Jack Merson (1922–2000) - före detta MLB-spelare i Pittsburgh Pirates
- Carter Manley - Rio Grande Valley FC Toros-spelare. USLC: division II-liga (motsvarar superettan)
- Robert Murray (1822–1913) - Surgeon General of the United States Army, befälhavare på Army Medical Department (AMEDD)